# Puttur, Dakshina Kannada
Puttur là một thị trấn và đơn vị hành chính dưới huyện thuộc huyện Dakshina Kannada, bang Karnataka, Ấn Độ.

## Khí hậu
| Dữ liệu khí hậu của Puttur, India                                   | Dữ liệu khí hậu của Puttur, India | Dữ liệu khí hậu của Puttur, India | Dữ liệu khí hậu của Puttur, India | Dữ liệu khí hậu của Puttur, India | Dữ liệu khí hậu của Puttur, India | Dữ liệu khí hậu của Puttur, India | Dữ liệu khí hậu của Puttur, India | Dữ liệu khí hậu của Puttur, India | Dữ liệu khí hậu của Puttur, India | Dữ liệu khí hậu của Puttur, India | Dữ liệu khí hậu của Puttur, India | Dữ liệu khí hậu của Puttur, India | Dữ liệu khí hậu của Puttur, India |
| Tháng                                                               | 1                                 | 2                                 | 3                                 | 4                                 | 5                                 | 6                                 | 7                                 | 8                                 | 9                                 | 10                                | 11                                | 12                                | Năm                               |
| ------------------------------------------------------------------- | --------------------------------- | --------------------------------- | --------------------------------- | --------------------------------- | --------------------------------- | --------------------------------- | --------------------------------- | --------------------------------- | --------------------------------- | --------------------------------- | --------------------------------- | --------------------------------- | --------------------------------- |
| Trung bình ngày tối đa °C (°F)                                      | 31.3 (88.3)                       | 31.8 (89.2)                       | 32.7 (90.9)                       | 33.1 (91.6)                       | 32.4 (90.3)                       | 29.3 (84.7)                       | 28.0 (82.4)                       | 28.2 (82.8)                       | 28.8 (83.8)                       | 29.9 (85.8)                       | 30.8 (87.4)                       | 31.2 (88.2)                       | 30.6 (87.1)                       |
| Trung bình ngày °C (°F)                                             | 26 (79)                           | 26.9 (80.4)                       | 28.1 (82.6)                       | 29.1 (84.4)                       | 28.8 (83.8)                       | 26.4 (79.5)                       | 25.5 (77.9)                       | 25.6 (78.1)                       | 25.9 (78.6)                       | 26.5 (79.7)                       | 26.6 (79.9)                       | 26.1 (79.0)                       | 26 (79)                           |
| Tối thiểu trung bình ngày °C (°F)                                   | 20.8 (69.4)                       | 22.0 (71.6)                       | 23.6 (74.5)                       | 25.2 (77.4)                       | 25.2 (77.4)                       | 23.5 (74.3)                       | 23.0 (73.4)                       | 23.1 (73.6)                       | 23.0 (73.4)                       | 23.2 (73.8)                       | 22.4 (72.3)                       | 21.0 (69.8)                       | 21 (70)                           |
| Lượng mưa trung bình mm (inches)                                    | 0 (0)                             | 1 (0.0)                           | 6 (0.2)                           | 63 (2.5)                          | 208 (8.2)                         | 938 (36.9)                        | 1.489 (58.6)                      | 858 (33.8)                        | 386 (15.2)                        | 277 (10.9)                        | 81 (3.2)                          | 22 (0.9)                          | 4.329 (170.4)                     |
| Nguồn: Climate-Data.org - Climate Table of Puttur, Karnataka, India |                                   |                                   |                                   |                                   |                                   |                                   |                                   |                                   |                                   |                                   |                                   |                                   |                                   |

## Hình ảnh

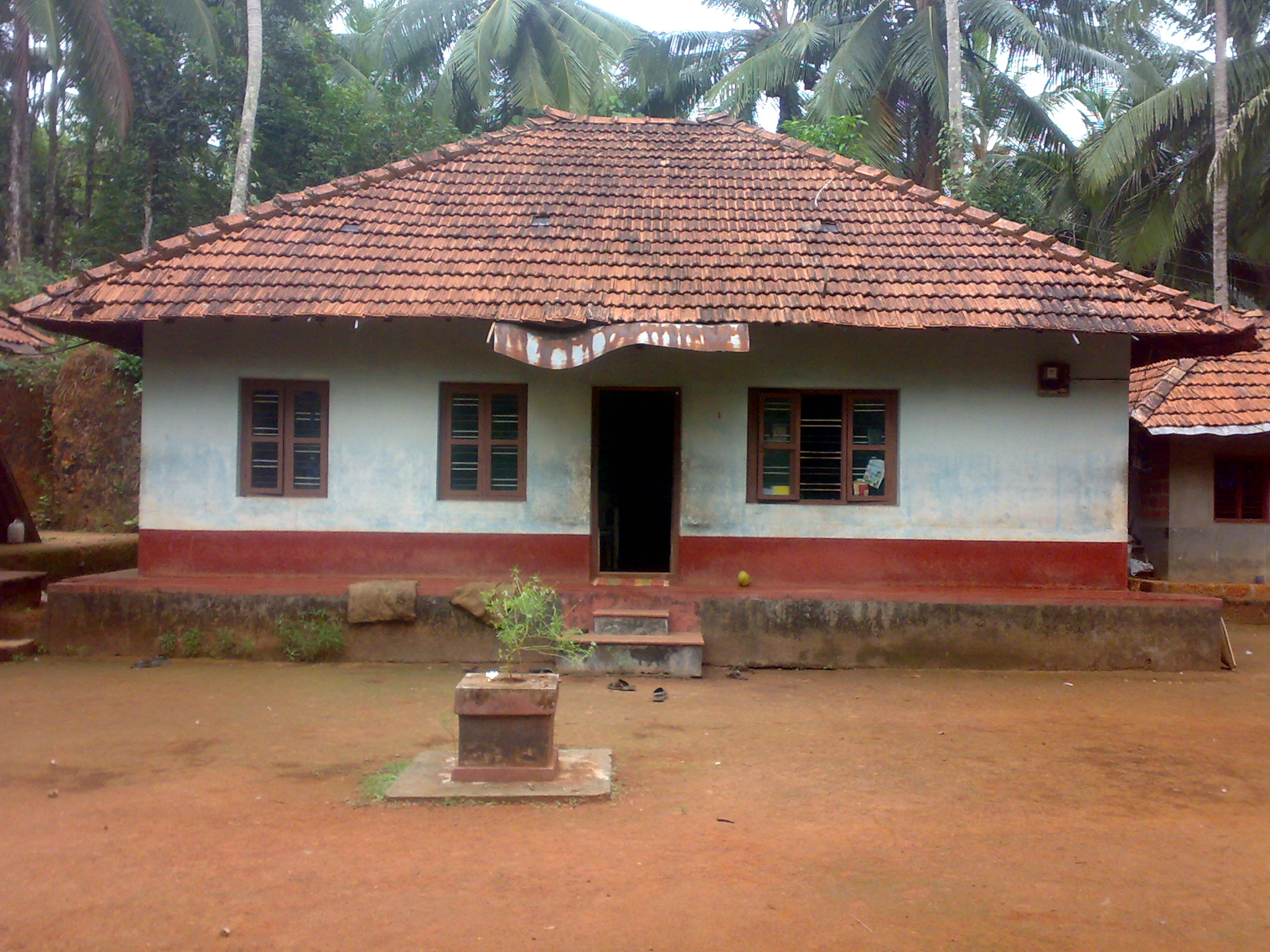
Old style house
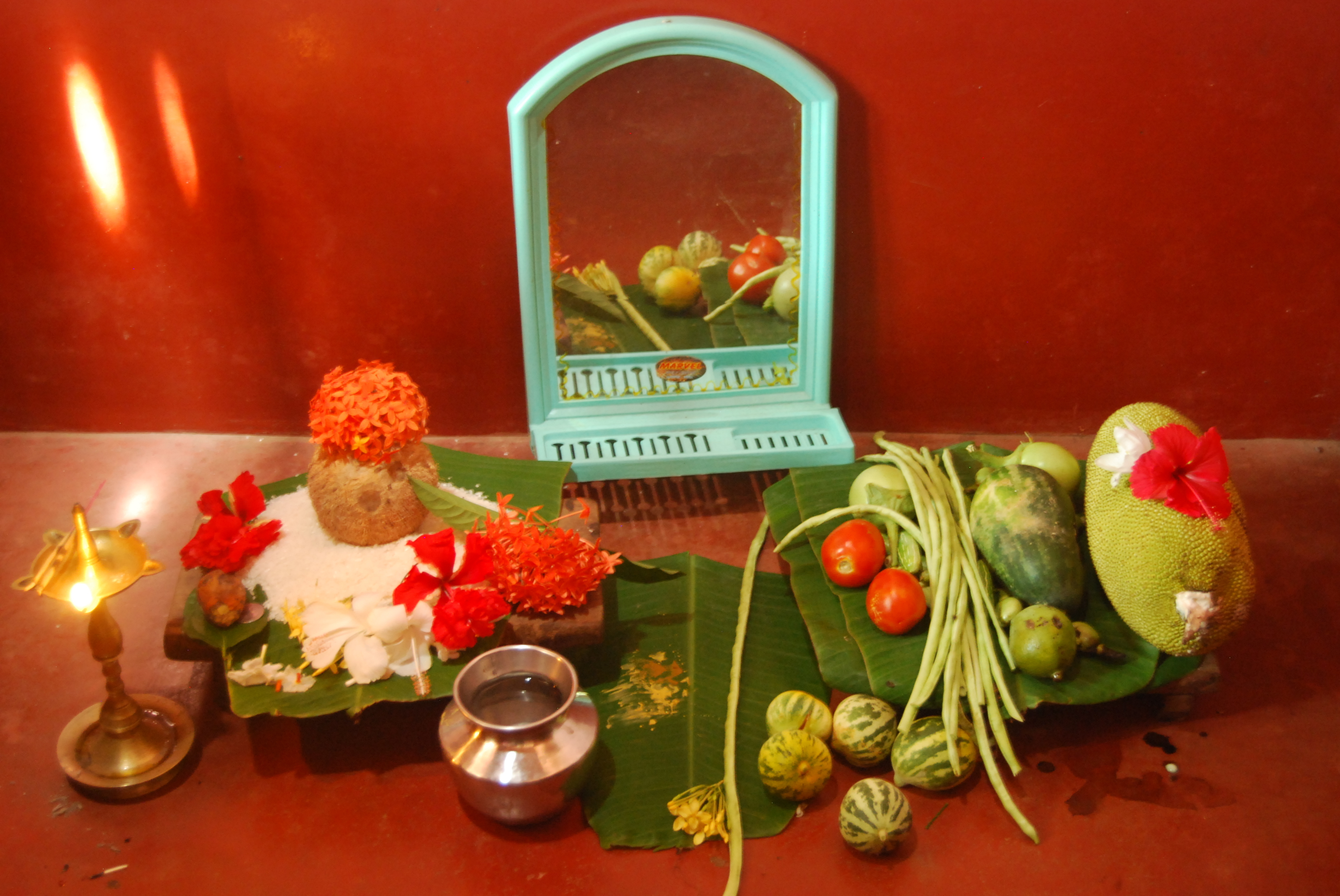
Bishukani
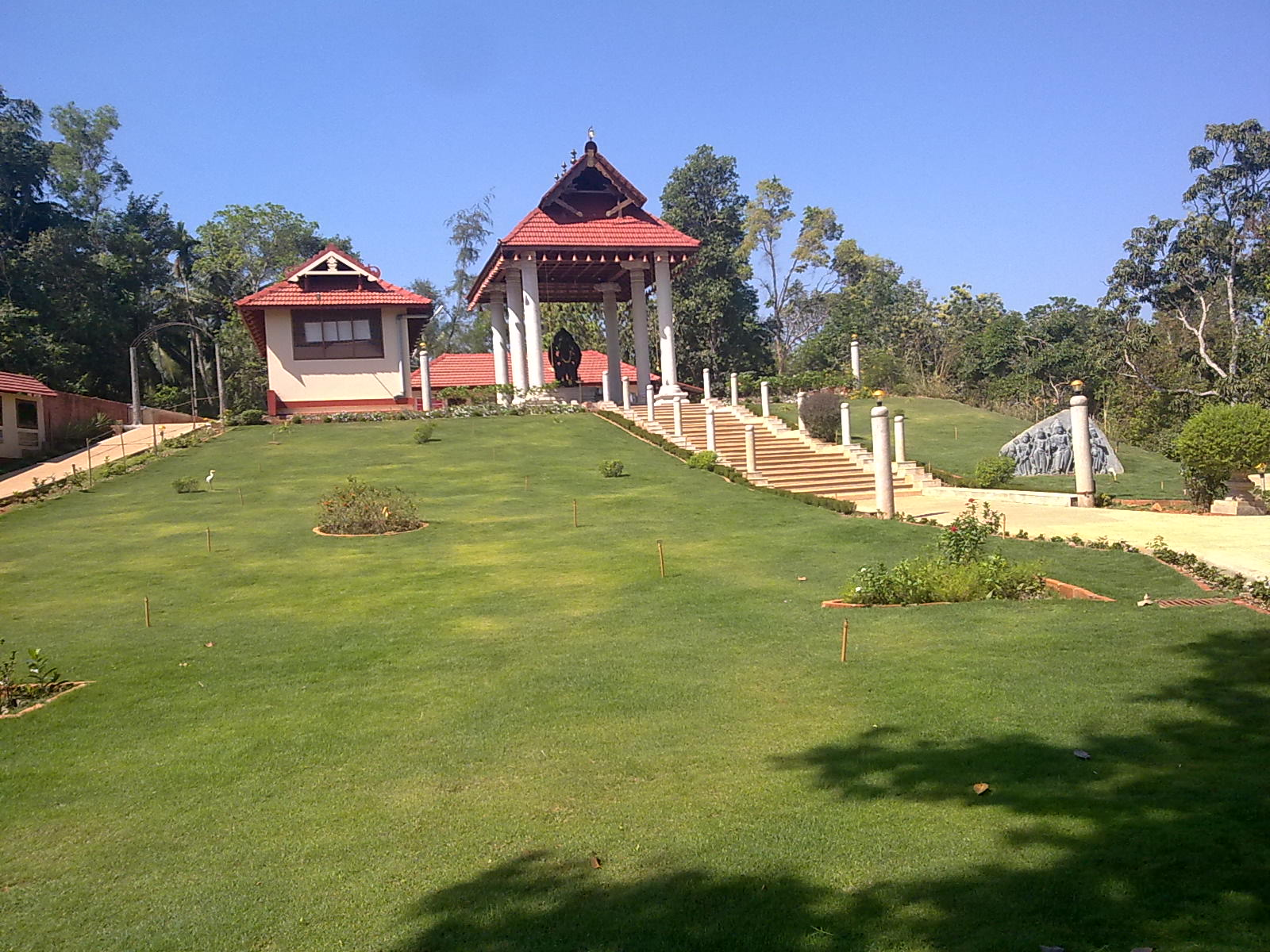
Anjaneya Temple
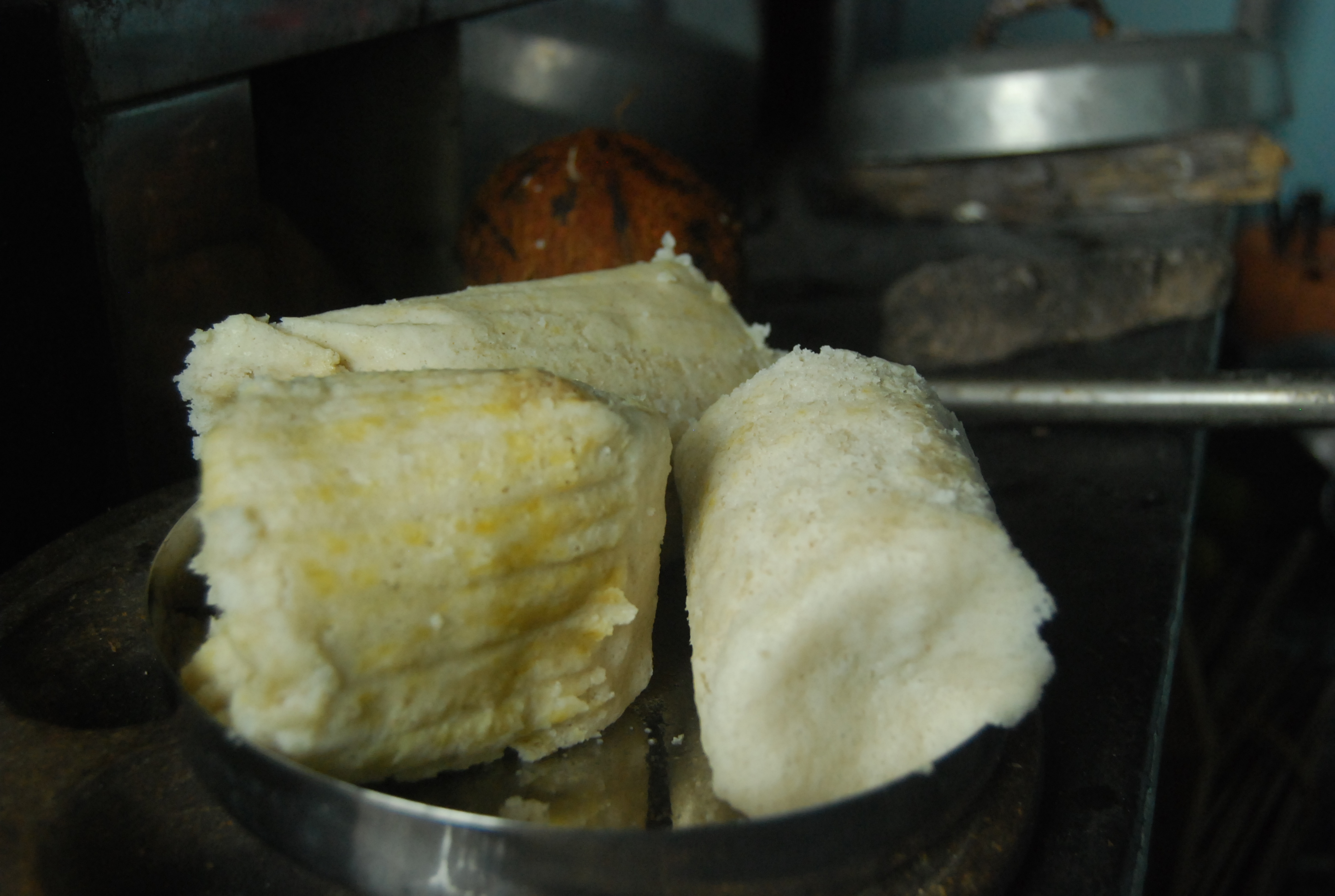
Moode